# Intel Edison

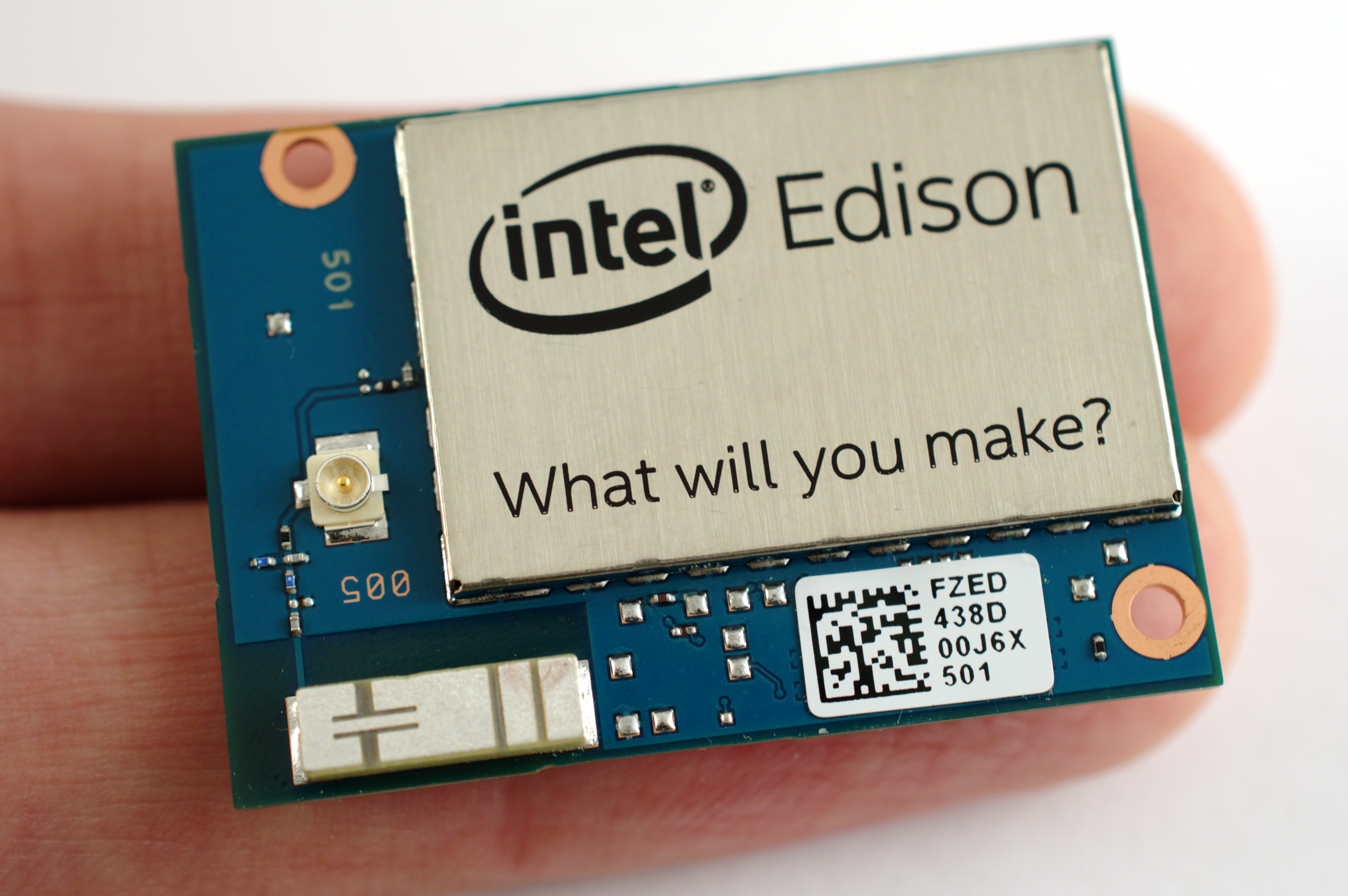
Intel Edison

Intel Edison je drobný jednočipový počítač, vyvinutý společností Intel jako nová počítačová platforma, v tomto případě pro nositelnou elektroniku. Edison má velikost karty Secure Digital (SD). Obsahuje dvoujádrové CPU Intel Quark na 400 MHz, vyráběný 22nm technologií. S okolím může komunikovat bezdrátově přes Bluetooth a Wi-Fi.
Jeho spuštění bylo oznámeno na veletrhu CES v lednu 2014. CEO Intelu, Brian Krzanich, předvedl Edisona v ukázce dětské chůvičky (Internet věcí). Též oznámil, že Edison poběží na Linuxu a že pro ně bude připraven mimo jiné aplikace Mathematica a jazyk Wolfram.
Vývoj byl ukončen 19. června 2017.

## Konkurence
- AMD Gizmo Board
- Raspberry Pi
- Arduino